# Flicksländor och jungfrusländor
Flicksländor och jungfrusländor (Zygoptera) är en underordning i insektsordningen trollsländor.

## Kännetecken
Flicksländorna och jungfrusländorna är spensligt byggda, med en lång, smal bakkropp och ett tvärställt, cylindriskt huvud. De har tydligt åtskilda fasettögon och deras framvingar och bakvingar är mycket lika formade, med basen avsmalnande till ett "skaft". Vingarna hålls under vila av de flesta arter hopslagna över ryggen, hos några få delvis utbredda snett bakåt. Färgen är oftast metallisk grön, blå eller brun. Vingarna har ofta ett litet vingmärke i framkanten nära spetsen.

## Utbredning
Flicksländor och jungfrusländor finns över hela världen, utom i de allra kallaste områdena, det vill säga på alla kontinenter utom Antarktis.

## Levnadssätt
Flykten är inte så snabb som hos de egentliga trollsländorna, och de flesta arter jagar därför mer långsamt flygande insekter, eller väljer sina byten bland stillasittande insekter. De föredrar att vistas i närheten av kärr och mindre vattensamlingar samt bland vass och säv utmed sjöar och vattendrag. 
Vid parningen griper hannen med sin tång i bakkroppens spets tag om honans hals och honan kröker upp spetsen av sin bakkropp mot basen på hanens abdomen, där sädesblåsan med sperman finns. Omedelbart efter befruktningen börjar äggläggningen, ofta med honan sittande på stjälken av en vattenväxt och fortfarande fasthållen i nacken av hannens tång. Med sitt äggläggningsrör borrar hon ett hål i stjälken och lägger ett ägg. Detta upprepas flera gånger och paret flyttar sig allt längre ner utefter stjälken, ibland även under vattenytan.
Larverna, som tillbringar hela sin utvecklingstid i vattnet, är smärtare än de egentliga trollsländornas larver. Deras underläpp är ombildade till ett tångformad, framsträckbart fångstorgan, en så kallad fångstmask. Flicksländornas larver har också tre stora bladlika trakégälar i spetsen av bakkroppen. Dessa stora yttre gälar fungera även nästan som simfenor, då larverna med slingrande rörelser förflytta sig i vattnet.

## Systematik
Denna systematik omfattar endast de av underordningens familjer som förekommer i Sverige.
- Fjäderflicksländor
- Jungfrusländor
- Glansflicksländor
- Sommarflicksländor